# Gongasso
Gongasso é uma comuna rural do sul do Mali da circunscrição de Sicasso e região de Sicasso. Segundo censo de 1998, havia 6 587 residentes, enquanto segundo o de 2009, havia 8 465. A comuna inclui 10 vilas.